# Илькив, Ольга Фаустиновна
Ольга Фаустиновна Илькив (укр. Ільків Ольга Фаустинівна; 21 июня 1920 — 6 декабря 2021) — украинская партизанка и офицер связи в Украинской повстанческой армии, наиболее известная как связная главнокомандующего УПА Романа Шухевича.
Илькив также была политзаключённой, проведшей 14 лет в советских тюрьмах. В 2008 году она была награждена орденом княгини Ольги 3-й степени.

## Биография
Ольга Илькив родилась 21 июня 1920 года в городе Стрый (пол. Stryj), который после подписания Варшавского договора (за пару месяцев до её появления на свет) вошёл в состав Второй Польской Республики. Её родителями были Фаустин Илькив и Розалия-Катерина (урождённая Коцур).
После развода родителей в 1934 году Илькив уехала с матерью жить в Варшаву. Она училась в Украинском женском институте в Перемышле, где стала членом украинской скаутской организации «Пласт». 30 июня 1941 года Илькив вступила в Организацию украинских националистов (ОУН). После немецкого вторжения в Украину Илькив бежала в Житомир, где устроилась работать на железную дорогу. Там она использовала свои документы, чтобы получать на своё имя билеты на поезд и передавать их украинским бойцам. Кроме того, в обязанности Илькив входила вербовка людей для формирования женской сети ОУН.
В апреле 1943 года Илькив вышла замуж за Владимира «Данило» Ликоту, бойца Украинской повстанческой армии. Она родила от него двоих детей — дочь Звениславу (род. 1946) и сына Владимира (род. 1947). В начале 1947 года, когда их дочери было три месяца, Илькив поручили спрятать Романа Шухевича, главнокомандующего Украинской повстанческой армии. Предполагалось, что семья с маленькими детьми будет служить идеальным прикрытием. Чтобы обеспечить Шухевичу более надёжное прикрытие, Илькив фиктивно вышла замуж за телохранителя Шухевича — Любомира Полюгу, у которого также были фальшивые документы. Владимир же, муж Илькив, погиб в бою 17 марта 1948 года, так и не увидев своего сына.

### Заключение
Командование ОУН приняло решение отправить Илькив с детьми на Донбасс, чтобы там она имела возможность начать новую жизнь . Однако, напоследок она решила поехать проститься с друзьями во Львов, где и была арестована 14 марта 1950 года. Как участница сопротивления Илькив была арестована и заключена во Львове. В тюрьме она узнала, что Шухевич погиб в перестрелке с оперативной группой МГБ, атаковавшей его в селе Белогорща (ныне часть Львова) 5 марта 1950 года. Илькив подвергалась избиениям и пыткам, охранники также заставляли её глотать психотропные вещества.
В 1952 году Илькив была осуждена к 25 годам заключения за «участие в антисоветской банде». Заключение она отбывала в Александровском и Владимирском централах, а также в Иркутской области, освободившись 6 февраля 1964 года. Её детей отдали в детдом в Погулянке, изменив их имена на Веру и Андрея Бойко. Они воспитывались в духе образцовых «советских людей».
После смерти Сталина в 1953 году его преемник Никита Хрущев помиловал сотни людей при условии их раскаяния. Илькив этого не сделала. В СССР таких было четыре женщины, помимо неё это Екатерина Зарицкая, Галина Дидык и Дарья Гусяк. Все они были связными Романа Шухевича. Их поместили в одну камеру, чтобы они не подстрекали своих сокамерниц. 14 лет спустя Илькив была освобождена после подачи ей прошения о помиловании. А ещё в 1953 году, после смерти Сталина, директор детского дома, где содержались дети Илькив, Валентина Антипова на свой страх и риск передала её письмо её детям, которые благодаря этому узнали, что их мать жива.

### Поздние годы

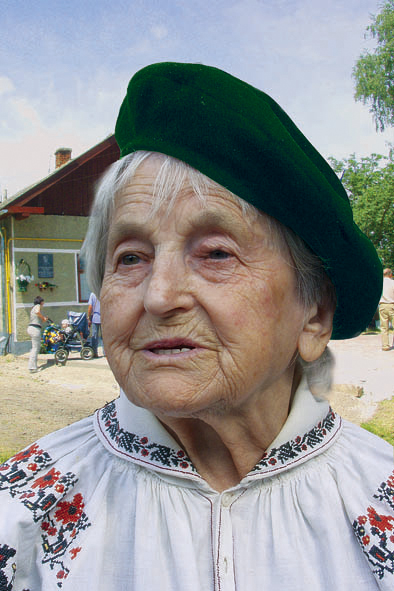
Ольга Илькив в 2007 году

С сентября 1964 года Илькив сменила несколько работ: продавщицы в киоске, гардеробщицы и медсестры во Львовской областной больнице, с 1966 года она трудилась дворником. С 1972 года до выхода на пенсию в 1976 году Илькив работала во Львовском историческом музее и в отделе фондов Музея народной архитектуры и быта (1977—1979).
Илькив принимал участие в учредительных собраниях КУН в Киеве (1992) и ОУН в Украине (1993). С 1995 по 2000 год она была заместителем председателя Всеукраинской лиги украинских женщин.
В 2008 году Илькив была награждена орденом княгини Ольги 3-й степени.
Илькив умерла во Львове 6 декабря 2021 года в возрасте 101 года.